# Invermay House
Invermay House ist ein Herrenhaus nahe der schottischen Ortschaft Forgandenny in der Council Area Perth and Kinross. 1971 wurde das Bauwerk in die schottischen Denkmallisten in der höchsten Denkmalkategorie A aufgenommen. Invermay House geht zurück auf das heutige Old House of Invermay. Das nahegelegene Tower House ist separat als Kategorie-A-Bauwerk geschützt.

## Geschichte
Das Tower House als Sitz der Belshes geht vermutlich auf das späte 16. Jahrhundert zurück. Im Jahre 1633 und abermals um die Mitte des 18. Jahrhunderts wurde das Haus überarbeitet. Mit dem Bau von Invermay House um 1770 wurde das alte Tower House obsolet und verfiel. In den 1860er Jahren wurde als Ruine beschrieben, bevor es in der ersten Hälfte des 20. Jahrhunderts schließlich restauriert wurde.
Das Erdgeschoss des um 1770 fertiggestellten Invermay House’ wurde um 1804 nach Plänen Alexander Laings umgestaltet. Um 1904 wurde ein Flügel mit Billardzimmer ergänzt.

## Beschreibung
Invermay House steht isoliert rund drei Kilometer südwestlich von Forgandenny nahe dem Weiler Forteviot. Die Fassaden des dreistöckigen Hauses sind mit Harl verputzt, wobei Natursteindetails ausgespart wurden. Die westexponierte Hauptfassade des klassizistischen Gebäudes ist fünf Achsen weit. Der Mittelrisalit schließt mit einem Dreiecksgiebel. Darunter befinden sich ein Drillingsfenster und der segmentbogig heraustretende dorische Eingangsbereich. Das Gebäude schließt mit einem Plattformdach.
Das Old House of Invermayay steht ein kurzes Stück nördlich des Herrenhauses am Water of May. Es handelt sich um ein zweistöckiges Tower House mit L-förmigem Grundriss. Sein Mauerwerk besteht aus Bruchstein. Im Obergeschoss kragt ein Treppenturm aus. Old House of Invermay wurde im Laufe der Jahrhunderte überarbeitet. Insbesondere ist nicht gesichert, dass im Zuge der Restauration keine architektonischen Veränderungen vorgenommen wurden. Die Giebel sind als Staffelgiebel ausgeführt.